# Irshad-e Naswan
Irshad-e Naswan var kvinnotidning i Afghanistan, grundad 1921. Det var den första tidningen för kvinnor i Afghanistan.
Tidningen grundades av drottning Soraya Tarzi, och hennes mor Asma Rasmya blev dess redaktör. Det var den första tidning i Afghanistan som grundades, drevs och riktades till kvinnor. Liksom kvinnoföreningen Anjuman-i Himayat-i-Niswan grundades den för att stödja det moderniseringsprogram som införts av kung Amanullah Khan och drottning Soraya, specifikt kvinnors frigörelse och deltagande i samhället. 
Den utkom varje vecka och publicerade artiklar om kvinnors rättigheter, sociala och politiska frågor, internationella nyheter, men också hushållstips, mode och etikett. Det spelade en stor roll i den första afghanska kvinnorörelsen. 
När Amanullah Khan avsattes 1929 upphörde dock hela kvinnorörelsen i Afghanistan för tjugo år framåt. 